# Magno Alves
Magno Alves de Araújo (Aporá, Bahia, Brasil, sinh ngày 13 tháng 1 năm 1976) là một cầu thủ bóng đá Brasil đá ở vị trí tiền đạo.

## Thống kê sự nghiệp
| Đội tuyển Brasil | Đội tuyển Brasil | Đội tuyển Brasil |
| Năm              | Trận             | Bàn              |
| ---------------- | ---------------- | ---------------- |
| 2001             | 3                | 0                |
| Tổng cộng        | 3                | 0                |